# Xylulóza
Xylulóza je ketopentóza, monosacharid skládající se z pěti atomů uhlíku včetně ketonové funkční skupiny. Její chemický vzorec je C5H10O5. V přírodě se vyskytuje jak ve formě L-, tak D-enantiomerů.

## Patologie
Při onemocnění zvaném pentosurie se L-xylulóza hromadí v moči v důsledku nedostatečné aktivity enzymu L-xylulózareduktasy. Vzhledem k tomu, že L-xylulóza je redukující cukr (stejně jako D-glukóza), byli dříve pacienti s penosurií chybně diagnostikováni jako diabetici.